# Тутсі
Ту́тсі (авату́ці, оригінальна вимова [ɑ.βɑ.tuː.t͡si]) — народ у Центральній Африці. Є другим за чисельністю народом Руанди та Бурунді, де переважає плем'я хуту. Менш чисельним народом цих двох держав є пігмеї тва.

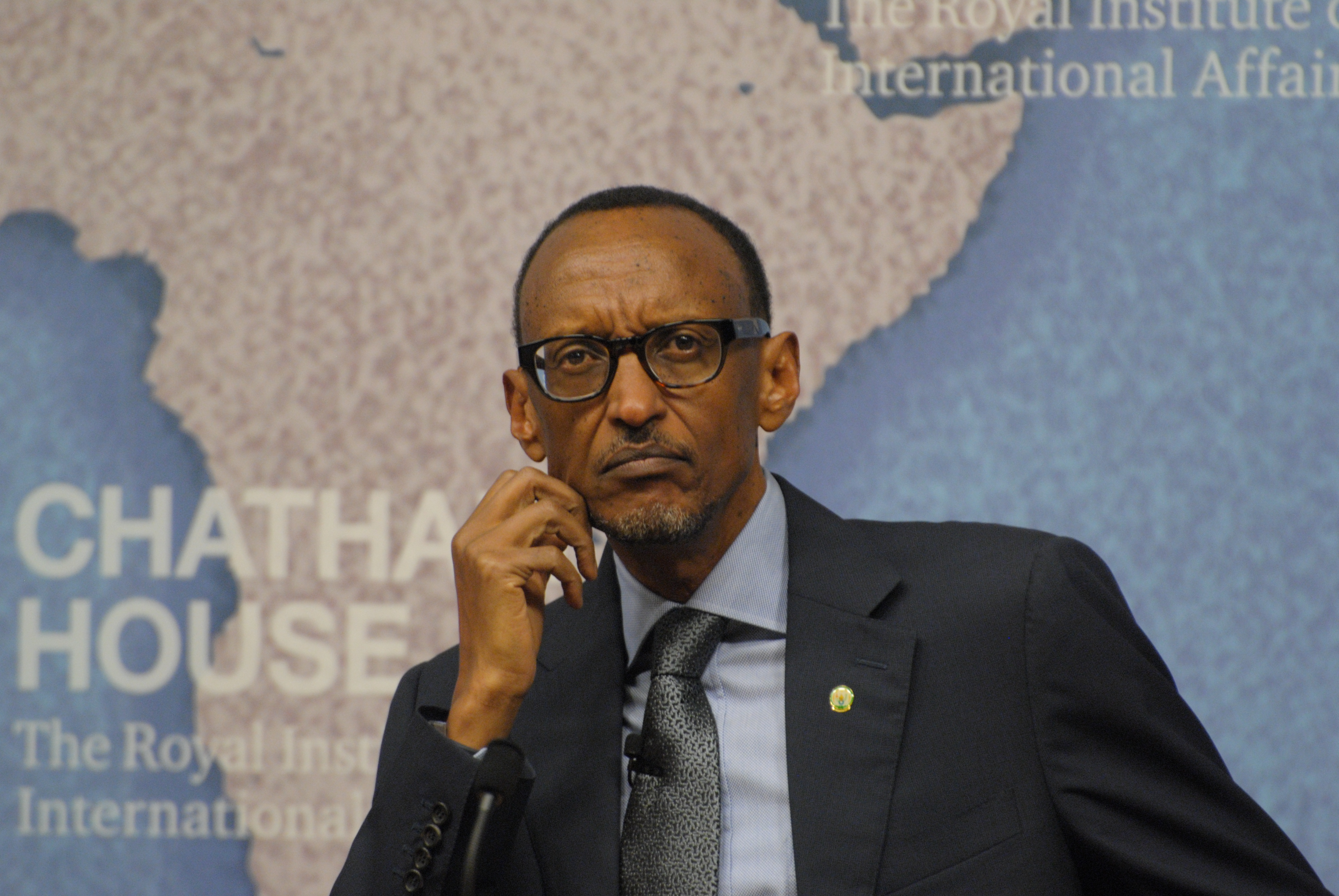
Поль Кагаме, президент Руанди

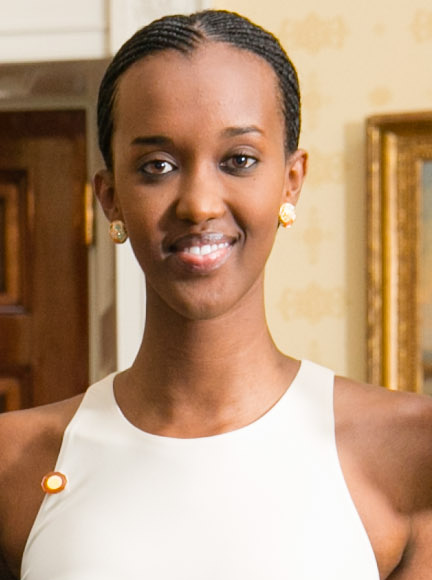
Анґе Кагаме, Дочка Поля Кагаме.

## Історія
У XV столітті хуту були підкорені тутсі. Влада тутсі над хуту підтримувалась Бельгією до 1962 року, поки регіон не було поділено на Руанду й Бурунді. Хуту отримали повний контроль над Руандою, що 1994 року призвело до геноциду тутсі, 800 000 були вбиті.. В результаті конфлікту загинуло близько мільйона чоловік (14 % населення Руанди).
До початку геноциду в Руанді поділ на хуту й тутсі мав здебільшого соціальний характер, між цими етнічними групами вже не було мовних і культурних розбіжностей, а фізичні відмінності багато в чому стерлись через міжетнічні шлюби, хоча донині поширено уявлення, що хуту нижчі за зростом, та що їхня шкіра є темнішою. З часів бельгійського колоніального правління національність була записана в ідентифікаційній картці руандійця, при цьому запис про національність дитини відповідав запису про національність його батька.

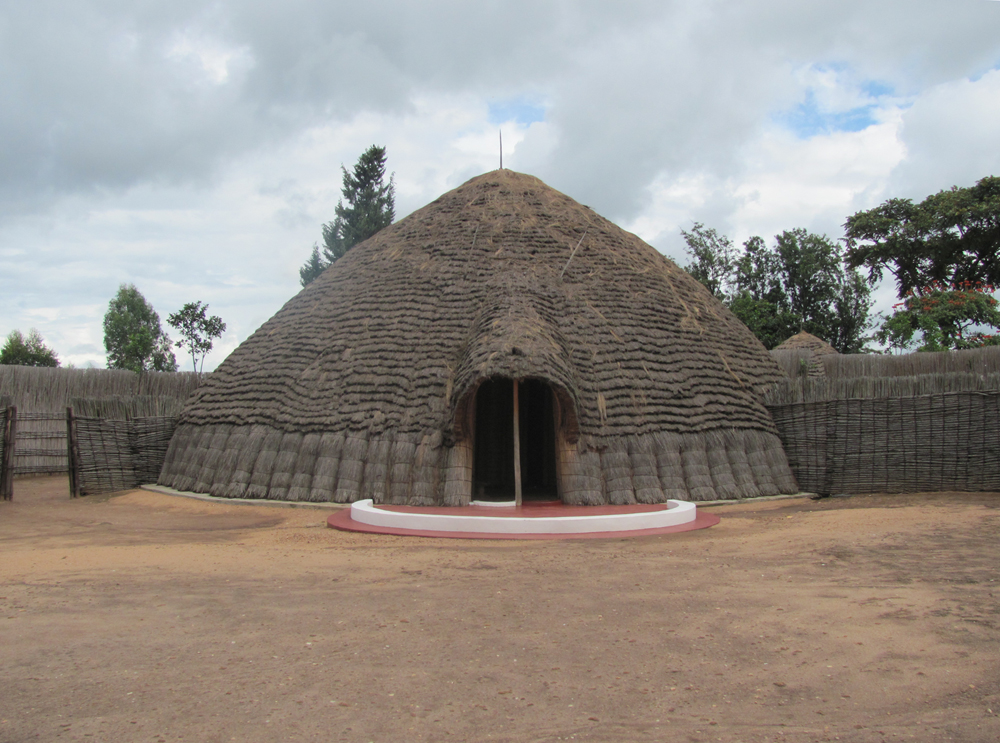
Палац вождя тутсі

## Мова

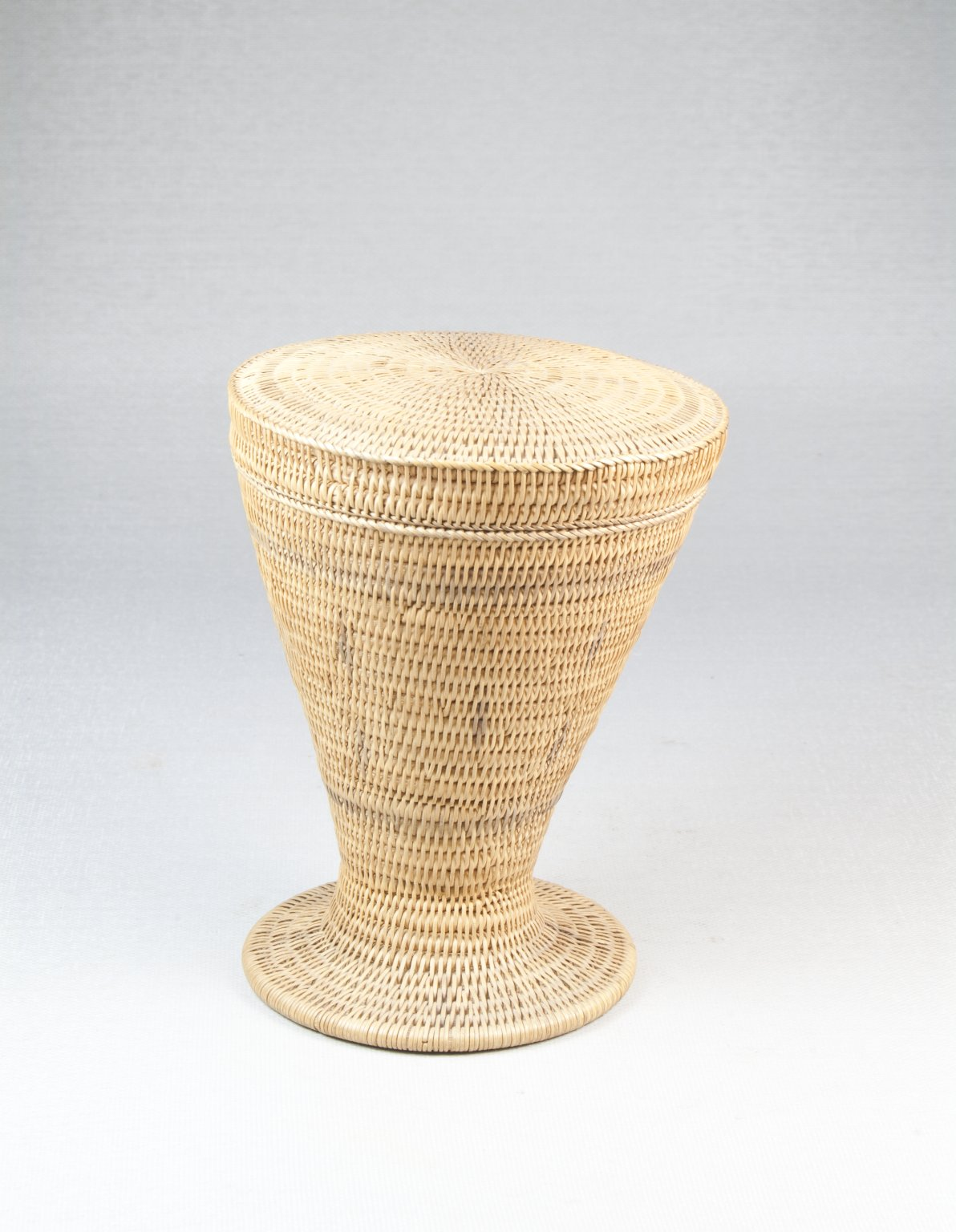
Корзини тутсі

Тутсі розмовляють мовами руанда (кінярванда) та рунді (кірунді), що належать до групи банту нігеро-конголезької сім'ї мов. Руанда і рунді близькі мови й мають писемність на основі латинського алфавіту. Багато представників тутсі розмовляють французькою мовою.